# ハファエル・カルバーリョ
ハファエル・カルバーリョ（Rafael Carvalho、1986年7月27日 - ）は、ブラジルの男性総合格闘家。リオデジャネイロ州リオデジャネイロ出身。チーム・ノグチ所属。元Bellator世界ミドル級王者。

## 来歴
ムエタイとブラジリアン柔術を学び、2011年に総合格闘技デビュー。

### Bellator
2014年9月19日、Bellator初参戦となったBellator 125でブライアン・ロジャースと対戦し、パンチラッシュでTKO勝ちを収めた。

### 世界王座獲得
2015年10月23日、Bellator 144の世界ミドル級王座決定戦でブランドン・ホールジーと対戦し、左ミドルキックでKO勝ちを収め王座獲得に成功した。
2016年5月20日、Bellator 155の世界ミドル級タイトルマッチでメルヴィン・マヌーフと対戦し、2-1の判定勝ちを収め初防衛に成功した。
2017年4月8日、Bellator 176の世界ミドル級タイトルマッチでメルヴィン・マヌーフと再戦し、左ハイキックでKO勝ちを収め2度目の防衛に成功した。
2017年12月9日、Bellator 190の世界ミドル級タイトルマッチでアレッシオ・サカラと対戦し、右肘打ちでKO勝ちを収め3度目の防衛に成功した。

### 世界王座陥落
2018年5月25日、Bellator 200の世界ミドル級タイトルマッチでゲガール・ムサシと対戦し、マウントパンチでTKO負けを喫し王座陥落した。

## 戦績
| 総合格闘技 戦績 | 総合格闘技 戦績 | 総合格闘技 戦績 | 総合格闘技 戦績 | 総合格闘技 戦績 | 総合格闘技 戦績 | 総合格闘技 戦績 |
| --------------- | --------------- | --------------- | --------------- | --------------- | --------------- | --------------- |
| 23 試合         | (T)KO           | 一本            | 判定            | その他          | 引き分け        | 無効試合        |
| 16 勝           | 12              | 0               | 4               | 0               | 0               | 0               |
| 7 敗            | 2               | 2               | 3               | 0               | 0               | 0               |

| 勝敗 | 対戦相手                         | 試合結果                          | 大会名                                                                      | 開催年月日     |
| ×    | ドブレジャン・ヤシムラドフ       | 2R 4:04 TKO（パウンド）           | Bellator 277: McKee vs. Pitbull 2                                           | 2022年4月15日  |
| ×    | ロレンズ・ラーキン               | 5分3R終了 判定1-2                 | Bellator 258: Archuleta vs. Pettis                                          | 2021年5月7日   |
| ×    | アレックス・ポリッツィ           | 5分3R終了 判定0-3                 | Bellator 245: Davis vs. Machida 2                                           | 2020年9月11日  |
| ×    | ワジム・ネムコフ                 | 2R 3:56 リアネイキドチョーク      | Bellator 230: Carvalho vs. Nemkov                                           | 2019年10月12日 |
| ○    | チディ・エンジョクアニ           | 5分3R終了 判定3-0                 | Bellator 224: Budd vs. Rubin                                                | 2019年7月12日  |
| ×    | リョート・マチダ                 | 5分3R終了 判定1-2                 | Bellator 213: Macfarlane vs. Létourneau                                     | 2018年12月15日 |
| ×    | ゲガール・ムサシ                 | 1R 3:35 TKO（マウントパンチ）     | Bellator 200: London 【Bellator世界ミドル級タイトルマッチ】                 | 2018年5月25日  |
| ○    | アレッシオ・サカラ               | 1R 0:44 KO（右肘打ち）            | Bellator 190: Carvalho vs. Sakara 【Bellator世界ミドル級タイトルマッチ】    | 2017年12月9日  |
| ○    | メルヴィン・マヌーフ             | 4R 3:15 KO（左ハイキック）        | Bellator 176: Carvalho vs. Manhoef 2 【Bellator世界ミドル級タイトルマッチ】 | 2017年4月8日   |
| ○    | メルヴィン・マヌーフ             | 5分5R終了 判定2-1                 | Bellator 155: Carvalho vs. Manhoef 【Bellator世界ミドル級タイトルマッチ】   | 2016年5月20日  |
| ○    | ブランドン・ホールジー           | 2R 1:42 KO（左ミドルキック）      | Bellator 144: Halsey vs. Carvalho 【Bellator世界ミドル級王座決定戦】        | 2015年10月23日 |
| ○    | ジョー・シリング                 | 5分3R終了 判定2-1                 | Bellator 136: Brooks vs. Jansen                                             | 2015年4月10日  |
| ○    | ブライアン・ロジャース           | 1R 3:06 TKO（スタンドパンチ連打） | Bellator 125                                                                | 2014年9月19日  |
| ○    | マウリ・ホケ                     | 1R 2:47 TKO（打撃）               | Talent MMA Circuit 9: Sao Jose dos Pinhais 2014                             | 2014年5月10日  |
| ○    | セルジオ・ソウザ                 | 3R 2:15 TKO（打撃）               | Iron Fight Combat 4                                                         | 2013年9月7日   |
| ○    | グスタボ・シム                   | 5分3R終了 判定3-0                 | Smash Fight 2 【Smash Fightミドル級王座決定戦】                             | 2013年7月13日  |
| ○    | フェルナンド・シェレキ           | 1R 0:39 TKO                       | Adventure Fighters Tournament 4                                             | 2013年3月9日   |
| ○    | カウエ・ドゥドゥス               | 2R 3:48 TKO（パンチ連打）         | Samurai FC 9: Water vs. Fire                                                | 2012年12月15日 |
| ○    | エドゥアルド・ジメネス           | 1R 0:55 TKO（パンチ連打）         | Empire Promotions: Empire FC                                                | 2012年10月20日 |
| ○    | ルイス・カド                     | 3R TKO（パンチ連打）              | Forca Jovem Parana: Nocaute ao Crack 2                                      | 2012年8月25日  |
| ○    | グラウベル・ヴァラダレス         | 1R 2:52 TKO（パンチ連打）         | Predador FC 21                                                              | 2012年8月11日  |
| ○    | フラビオ・マゴン                 | 2R 2:42 TKO（パンチ連打）         | Adrenaline Fight 4                                                          | 2012年3月10日  |
| ×    | ジュリオ・セザール・アラウージョ | 1R ギブアップ                     | Samurai FC 6                                                                | 2011年12月17日 |

## 獲得タイトル
- Smash Fightミドル級王座（2013年）
- 第4代Bellator世界ミドル級王座（2015年）